# 山岡亮一
山岡 亮一（やまおか りょういち、1909年2月10日 - 1991年9月21日）は、日本の経済学者。京都大学名誉教授、高知大学名誉教授。専門は農業経済学。経済学博士（京都大学・1962年）。京都府生まれ。

## 略歴
- 1909年2月10日：京都府京都市生まれ
- 1927年3月：京都府立京都第一中学校卒業
- 1928年4月：第三高等学校入学
- 1931年3月：第三高等学校卒業
- 1931年4月：京都帝国大学経済学部入学
- 1934年3月：京都帝国大学経済学部卒業
- 1934年4月：京都帝国大学大学院入学
- 1934年5月：京都帝国大学経済学部副手
- 1936年3月：京都帝国大学大学院退学
- 1936年3月：京都帝国大学経済学部講師
- 1938年9月：応召、第九聯隊補充隊に入隊
- 1942年12月：召集解除
- 1944年7月：応召、歩兵第三十七部隊入隊（台湾高雄勤務）
- 1946年3月：帰還・復員
- 1946年9月：京都帝国大学経済学部助教授
- 1949年8月：京都大学経済学部教授
- 1962年1月：京都大学経済学部長（1964年1月まで）
- 1962年2月：「農業経済学における理論の発展と展開」で京都大学経済学博士
- 1971年8月：高知大学学長就任
- 1972年3月：京都大学定年退官、京都大学名誉教授
- 1981年8月：高知大学学長退任、高知大学名誉教授
- 1981年：勲二等旭日重光章受勲[2]
- 1991年9月21日：逝去

## 著書

### 単著
- 『農業経済学』（三和書房、1949年）
- 『農業経済理論の研究』（有斐閣、1962年）
- 『学窓の灯』（高知新聞社、1984年）

### 共著
- （東井正美）『農業経済学（第1分冊）』（三和書房、1950年）
- （東井正美）『農業経済学（第2分冊）・「資本主義と農業」覚書其の1』（三和書房、1955年）
- （東井正美）『農業経済学（第2分冊）・「資本主義と農業」覚書其の2』（三和書房、1956年）

### 編著
- 『現代農業問題入門』（有斐閣、1963年）
- 『生活のなかの経済学』（峯書房、1968年）

### 共編
- （木原正雄）『封建社会の基本法則：ソ同盟歴史学界の論争と成果』（有斐閣、1956年）
- （山崎武雄）『林業労働の研究』（有斐閣、1963年）
- （福冨正実）『資本主義への移行論争』（三一書房、1963年）
- （大橋隆憲・坂寄俊雄・前川清治）『日本の顔・京都：たたかう蜷川府政と住民』（労働旬報社、1970年）
- （木原正雄）『現代経済学入門』（峯書房、1974年）

### 翻訳
- ゴルツ『独逸農業史：十九世紀』（有斐閣、1938年）
- クセノポーン『家政論』（田中秀央との共訳、生活社、1944年）
- ハリー・ヘイウッド『黒人解放』(京都大学綜合経済研究所研究叢書8)（東井正美との共訳、有斐閣、1958年）
- A.ロチェスター『アメリカ農民と第三政党』（東井正美との共訳、有斐閣、1959年）

### 記念論集
- 山雪会編『現代農業と小農問題：山岡亮一先生還暦記念』（山雪会、1972年）

## 論文
- <山岡亮一

## 家族
子に山岡亮平（動物生態学者、京都工芸繊維大学名誉教授）、山岡耕作（魚類学者、高知大学名誉教授）など

## 関連人物
- 島恭彦 - 京都帝国大学経済学部の同級生で親友、同僚
- 松井清 - 京都帝国大学経済学部の同級生で親友、同僚